# Малые Садки
Малые Садки (укр. Малі Садки) — село в Шумской городской общине Кременецкого района Тернопольской области Украины.
До 2020 года входило в Шумский район.
Население по переписи 2001 года составляло 410 человек. Почтовый индекс — 47114. Телефонный код — 3558.